# سام سودجي
سام سودجي (بالإنجليزية: Sam Sodje)‏ (25 مايو 1979 بغرينتش في المملكة المتحدة - ) هو لاعب كرة قدم نيجيري في مركز الدفاع. شارك مع منتخب نيجيريا لكرة القدم. أما مع النوادي، فقد لعب مع تشارلتون أثلتيك وستيفيناغ بوروه وسكودا زانثي وليدز يونايتد ونادي برينتفورد ونادي بورتسموث ونادي ريدنغ ونادي مارغيت ونادي واتفورد ونوتس كاونتي ووست بروميتش ألبيون.

## مسيرته الكروية
لعب سام سودجي خلال مسيرته الاحترافية مع 11 ناديًا في ستة عشر موسمًا وسجل خلالها 27 هدفًا ضمن 285 مباراة. ولم يفز بأي موسم بالكأس أو بالدوري.
خاض سام سودجي مسيرته مع نادي ستيفيناغ بوروه في موسم 2000–01 ولمدة موسمين، مشاركًا في 26 مباراة سجل خلالها 3 أهداف. ثم انتقل إلى نادي مارغيت في موسم 2002–03 ولمدة موسمين، حيث شارك في 68 مباراة سجل خلالها هدفين. لينتقل بعدها إلى نادي برينتفورد في موسم 2004–05 ولمدة موسمين، مشاركًا في 85 مباراة سجل خلالها 12 هدفًا. ثم انتقل إلى نادي وست بروميتش ألبيون في موسم 2006–07 لمدة موسم واحد، مشاركًا في 7 مباريات سجل خلالها هدفًا واحدًا. هذا وانتقل لاحقًا إلى نادي تشارلتون أثلتيك في موسم 2007–08 في المرة الأولى لمدة موسم واحد ثم في موسم 2009–10 لمدة موسم واحد، مشاركًا طوالها في 54 مباراة سجل خلالها 7 أهداف. ثم انتقل بعدها إلى نادي ليدز يونايتد في موسم 2008–09 لمدة موسم واحد، مشاركًا في 5 مباريات ولم يسجل أي هدف. ليعود وينتقل من جديد، لكن هذه المرة إلى نادي نوتس كاونتي في موسم 2010–11 ولمدة موسمين، مشاركًا في 27 مباراة سجل خلالها هدفين. لينتقل بعدها إلى نادي بورتسموث في موسم 2012–13 لمدة موسم واحد، مشاركًا في 9 مباريات ولم يسجل أي هدف.

## وصلات خارجية
- سام سودجي على موقع قاعدة بيانات كرة القدم.إي يو (الإنجليزية)
- سام سودجي على موقع ناشيونال فوتبول تيمز (الإنجليزية)
- سام سودجي على موقع Soccerbase.com (لاعب) (الإنجليزية)
- سام سودجي على موقع عالم كرة القدم.نت (الإنجليزية)